# Érucamide
L'érucamide ((Z)-docos-13-énamide) est un composé chimique. C'est l'amide de l'acide érucique.
C'est un composé naturel que l'on peut trouver par exemple dans les feuilles de radis (Raphanus sativus). Il joue un rôle dans l'angiogènese.
Il est utilisé dans l'industrie pour la formulation des plastiques, colles et adhésifs comme agent glissant.
C'est un polluant gênant provenant de certaines pointes en plastique pour des expériences d'essais biologiques dans le cadre de la recherche de nouvelles substances thérapeutiques.